# Конта, Эмили
Мари Эмили Конта (англ. Émilie Contat; 28 декабря 1769, Париж — 26 апреля 1846, Ножан-сюр-Верниссон, Луаре) — французская театральная актриса

, известная как Мими.

## Биография
Дочь Жана-Франсуа Конта, солдата полиции и торговца чулками. Сестра актрисы Луизы Конта.
С 1784 года выступала на сцене парижского театра «Комеди Франсез». В том же году — сосьетер «Комеди Франсез». С 1784 по 1815 год — актриса «Комеди Франсез».
Известна как замечательная субретка, особенно в качестве дерзкой служанки в пьесах Мольера и Реньяра.
В 1793 году, в период революции, Конта вместе с другими актёрами была арестована якобинскими властями по обвинению в роялизме. Однако вскоре была освобождена, в том числе благодаря заступничеству Тальма, и в 1794 году вернулась на сцену.
Вышла на пенсию в 1815 году. Покинув театр, вышла замуж за М. Амело из семьи бывшего министра и удалилась в замок своего мужа недалеко от Монтаржи, где и умерла.